# Casa natal de Oswaldo Cruz
A casa natal de Oswaldo Cruz é uma edificação residencial histórica localizada na cidade de  São Luiz do Paraitinga, no interior do estado de São Paulo. Para além dos aspectos arquitetônicos históricos, sua importância se dá porque nela nasceu e viveu até os cinco anos de idade o médico brasileiro Oswaldo Cruz. Depois dessa idade, em 1877, mudou-se com a família para o Rio de Janeiro.
A construção virou referência histórica e já abrigou um centro de saúde, um centro de cultura e uma biblioteca ao longo do tempo. A casa passou por uma obra de restauro, tendo sido reinaugurada em 15 de setembro de 2014.[carece de fontes?]

## Oswaldo Cruz
Oswaldo Gonçalves Cruz foi um médico, bacteriologista, epidemiologista e sanitarista brasileiro. Pioneiro no estudo das moléstias tropicais e da microbiologia no Brasil, ingressou em 1900 como diretor técnico do Instituto Soroterápico Federal, no bairro de Manguinhos, no Rio de Janeiro, transformado em Instituto Oswaldo Cruz, hoje a Fundação Oswaldo Cruz, respeitada internacionalmente. O diretor geral do Instituto Soroterápico Federal era o barão de Pedro Affonso,e a Oswaldo Cruz cabia, naquele momento, coordenar a produção de soros e vacinas.

## Tombamento
O imóvel à R. Oswaldo Cruz, nº 4, onde Oswaldo Cruz viveu com sua família até 1834, mantém as características da época, tendo sido tombado pelo Instituto do Patrimônio Histórico e Artístico Nacional (Iphan) e pelo Conselho de Defesa do Patrimônio Histórico Arqueológico, Artístico e Turístico (Condephaat).

## Galeria

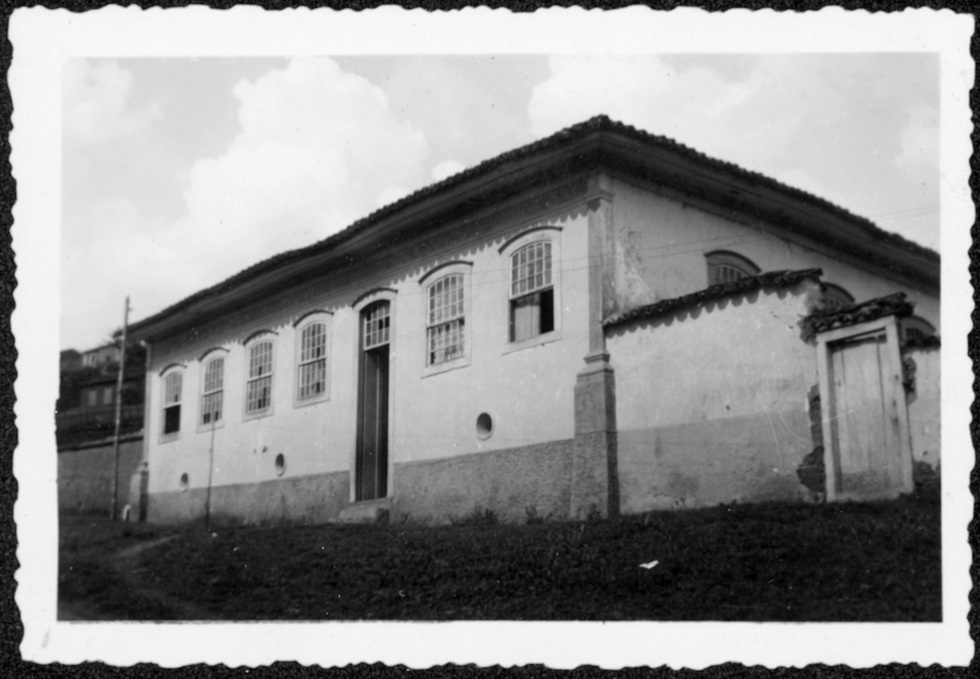
Foto antiga da Casa onde Oswaldo Cruz nasceu.
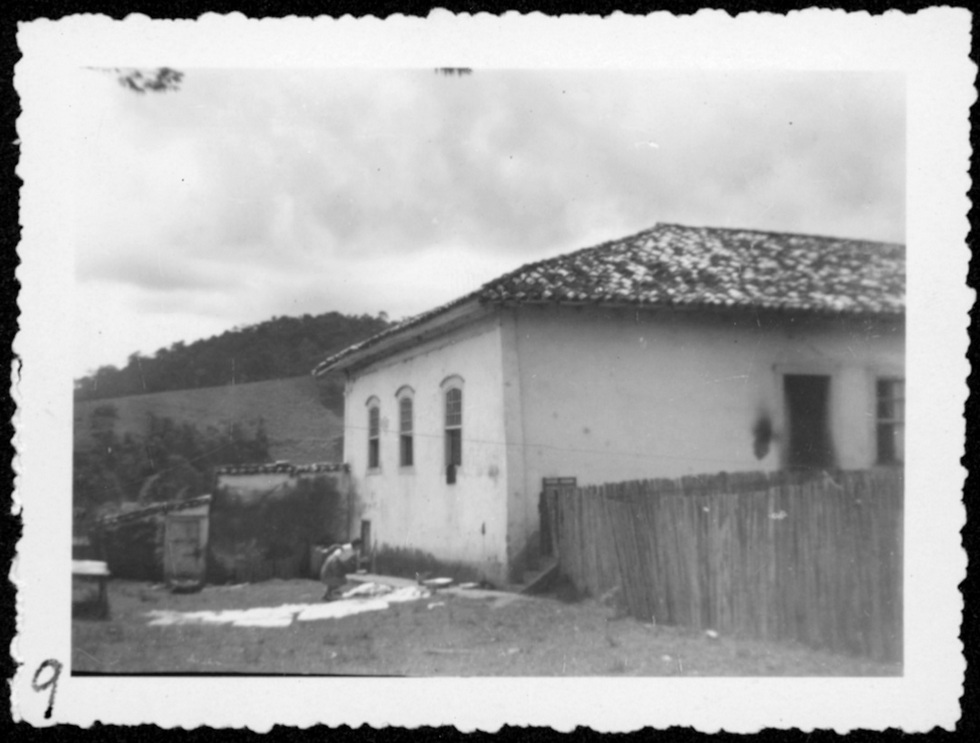
Fachada posterior da casa onde nasceu Oswaldo Cruz
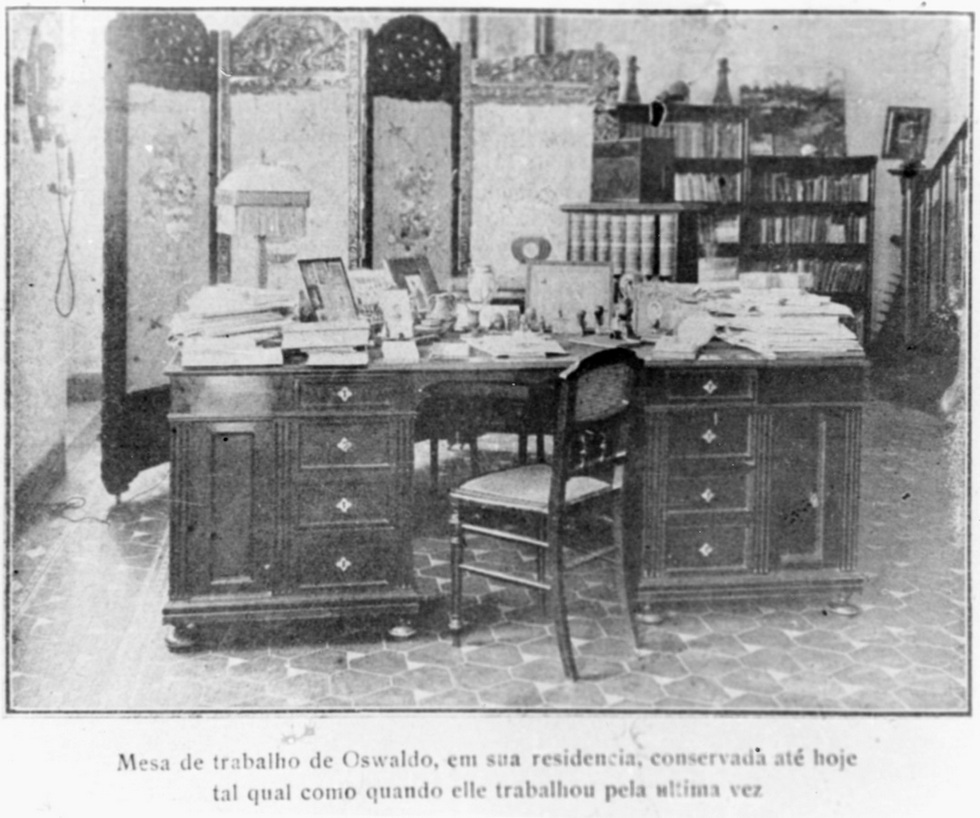
Mesa de trabalho de Oswaldo Cruz.